# Meurtre de Salwan Momika
 (février 2025).
Le 29 janvier 2025, Salwan Momika, un militant politique athée d'origine assyrienne d'Irak résidant en Suède connu pour ses brûlages controversés de Corans qui ont déclenché des tensions diplomatiques internationales, a été mortellement abattu à Södertälje, une ville de banlieue de Stockholm, en Suède. La fusillade et la réponse policière qui a suivi ont eu lieu lors d'un live sur TikTok, quelques heures avant un verdict prévu du tribunal concernant ses manifestations anti-islamiques, qui avaient provoqué une controverse diplomatique internationale.

## Contexte
Momika est originaire du district d'Al-Hamdaniya de Qaraqosh, une ville de la province de Ninive, au nord de l'Irak. Il était d'origine assyrienne et élevé dans la foi catholique syriaque,.
En 2017, Momika s'est enfui en Allemagne avec un visa Schengen, où il a annoncé son athéisme et son apostasie du christianisme. En avril 2018, Momika a demandé un visa de réfugié pour la Suède et, depuis lors, il a été enregistré comme réfugié irakien jusqu'en avril 2021, date à laquelle il a obtenu un permis de séjour temporaire de trois ans, qui devait expirer en avril 2024.
En 2023, Momika a organisé une série de manifestations contre l'Islam. Avant l'autodafé du Coran, Momika avait publié des dizaines de vidéos en ligne, souvent avec des noms de pays à majorité musulmane en arabe comme hashtags. Au cours de ces manifestations, il a profané le Coran et l'a brûlé avec la protection policière et l'autorisation légale. Les brûlages du Coran ont été accompagnés d'attaques contre Momika. La Suède a élevé son alerte nationale au terrorisme à son deuxième niveau le plus élevé en 2023, mettant en garde contre des menaces potentielles contre les citoyens suédois tant au niveau national qu'international après les autodafés du Coran.
En 2023 également, l'Agence suédoise des migrations a décidé que Momika devait être expulsée du pays. En raison de menaces contre lui en Irak, l'expulsion n'a cependant pas pu être exercée, et il a donc reçu un nouveau permis de séjour temporaire jusqu'en avril 2024.
En janvier 2025, Momika était accusé d'« agitation contre un groupe ethnique » en lien avec quatre incidents survenus à l'été 2023. Son verdict devait être rendu le 30 janvier 2025. Il avait été transféré à une adresse secrète en attendant son verdict. Le 1er janvier 2025, Momika a publié une vidéo sur son compte TikTok décrivant la prédiction d'un médium libanais selon laquelle il mourrait en 2024, à laquelle il a répondu avec défi en déclarant qu'il « continuerait à lutter contre l'islam ».

## Assassinat
La police suédoise a répondu à des informations faisant état de coups de feu dans un appartement du quartier Hovsjö (en) de Södertälje vers 23 h 11 le 29 janvier 2025. Selon des témoins oculaires, plusieurs coups de feu ont été tirés après que quelqu'un ait été entendu crier. Momika a été découvert avec plusieurs blessures par balle à la tête et transporté à l'hôpital, où les autorités ont confirmé sa mort le lendemain matin.
La fusillade et la réponse policière qui a suivi ont été filmées sur un livestream TikTok diffusé par Momika, que plus de 2 000 personnes ont regardé. Selon des témoins qui regardaient la diffusion en direct, il affirmait au public qu'il allait sur son balcon pour fumer peu de temps avant qu'un coup de feu ne soit entendu, suivi de quatre autres coups de feu. La diffusion en direct et les images de surveillance de la police ont montré des policiers entrant dans l'appartement, mentionnant des défibrillateurs et découvrant le téléphone que Momika avait utilisé pour son émission ; ils ont ensuite été enregistrés mettant fin à la diffusion en direct,.

## Suites
Le Premier ministre suédois Ulf Kristersson a annoncé que les services de sécurité du pays enquêtaient sur des liens potentiels avec des puissances étrangères. La vice-première ministre Ebba Busch a qualifié ce meurtre de « menace pour notre démocratie libre », appelant à une réponse sociétale forte. Le procureur suédois Rasmus Oman a confirmé l'ouverture d'une enquête pour meurtre. Le Service de sécurité suédois (SÄPO) a été impliqué dans l'enquête en raison de l'implication potentielle de parties internationales dans l'affaire, avec un possible mobile terroriste d'État.
Cinq personnes ont été arrêtées en lien avec le meurtre, toutes résidentes de Södertälje et âgées de 20 à 60 ans,. Quatre des suspects n'avaient pas d'antécédents judiciaires, le cinquième ayant été condamné pour une infraction mineure liée à la drogue en 2020. La police a procédé à ses premières arrestations deux heures après la fusillade, plaçant en garde à vue quatre suspects localisés dans un appartement adjacent à la scène du crime. Une cinquième arrestation a eu lieu vers 05 h 00 du matin après que la police a examiné les images de surveillance, qui montraient le suspect quittant la zone en voiture peu de temps après la fusillade. Selon certaines informations, les forces de l'ordre auraient récupéré une arme dans le véhicule. Au moins deux des suspects ont nié toute implication dans le crime dans des déclarations relayées par leurs représentants légaux. Les cinq individus ont été libérés le 31 janvier après que les procureurs ont déclaré que les soupçons selon lesquels ils avaient commis un crime s'étaient affaiblis.
À la suite de sa mort, le tribunal de district de Stockholm a abandonné toutes les charges contre Salwan Momika et le verdict dans l'affaire de l'autodafé du Coran, qui ne concerne désormais que Salwan Najem, a été reporté au 3 février 2025.

### Réactions
Salwan Najem, qui avait aussi brûlé des Corans avec Momika et a été inculpé à ses côtés, a publié une vidéo TikTok le matin de la mort de Momika déclarant qu'il était effrayé par le meurtre. Najem a affirmé avoir reçu plusieurs menaces de mort de la part de « 1 200 musulmans qui disent qu'il est le prochain sur la liste » après l'assassinat de Momika, et qu'ils ont tous deux été privés de d'une protection policière malgré les menaces violentes qu'ils ont reçues.
Le chef du Parti pour la liberté des Pays-Bas, Geert Wilders, a qualifié le meurtre de Salwan Momika de « honte » et a publié une photo de Momika brûlant un Coran, affirmant que personne ne devrait être tué pour un tel acte.
Mårten Schultz (sv), un professeur de droit civil à l'Université de Stockholm, a décrit ce meurtre comme un échec majeur de l'État de droit en Suède si la critique religieuse en était le motif. Selon lui, Momika avait besoin d'une protection policière importante en raison de sa situation dangereuse et que la liberté d'expression en Suède n'aurait aucun sens si elle n'était pas protégée.